# Prostitute Disfigurement
A Prostitute Disfigurement holland death metal zenekar. Lemezeiket 2005 óta a Neurotic Records kiadó jelenteti meg.

## Története
2000-ben alakultak meg Veldhoven-ben, Disfigure néven. Eleinte trióként működtek, majd nem sokkal később Roel van Kruysdijk gitáros csatlakozott hozzájuk. Ekkor kezdtek el demókat kiadni. Első nagylemezük 2001-ben jelent meg, a független "Dismemberment Records" gondozásában, ekkor már Prostitute Disfigurement néven tevékenykedtek.
2003-ban második nagylemezük is piacra került. Ezt a német "Morbid Records" jelentette meg. Ezután már turnéztak is, olyan nevekkel, mint a Gorerotted, Suffocation, Deicide, Cannibal Corpse. A lemezek készítése közben sűrűek voltak a tagcserék a zenekarban. 2005-ben új stúdióalbum került ki a házuk tájáról, a Neurotic Records gondozásában. Ez a lemezkiadó jelenteti meg a mai napig az együttes albumait. 2008-ban és 2013-ban is megjelentettek nagylemezeket, a 2013-as stúdióalbumot az Egyesült Államokban a Willowtip Records dobta piacra. 2019-ben új lemezt is megjelentettek.

## Tagjai
- Niels Adams - ének (2000-)
- Patrick Oosterveen - basszusgitár (2000-)
- Martijn Moes - gitár (2012-)
- Michiel van der Plicht - dobok (2005-2008, 2010-)
- Michael Barber - gitár (2014-)

Korábbi tagok
- Frank Schiphorst - gitár (2012-2013)
- Roel van Kruysdijk - gitár (2001-2008)
- Danny Tunker - gitár (2010-2011)
- Niels van Wijk - gitár (2000-2003, 2010)
- Benny Bats - gitár (2004-2008)
- Eric de Windt - dobok
- Tim Bazen - dobok

## Diszkográfia
- Disfigure (demó, 2001)
- Embalmed Madness (nagylemez, 2001)
- Deeds of Derangement (nagylemez, 2003)
- Left in Grisly Fashion (nagylemez, 2005)
- Descendants of Depravity (nagylemez, 2008)
- From Crotch to Crown (nagylemez, 2013)
- Prostitute Disfigurement (nagylemez, 2019)